# Flavio Colusso
Flavio Colusso (Roma, 13 agosto 1960) è un compositore, librettista e direttore d'orchestra italiano, nonché accademico pontificio ad honorem e maestro di cappella; è co-fondatore dello Ensemble Seicentonovecento.
Ha ideato e tuttora coordina, in collaborazione con Silvia De Palma, le Giornate Carissimiane e le Feste Musicali Jacopee, manifestazioni dedicate allo studio dell'opera di Giacomo Carissimi.

## Biografia
Ha studiato composizione con Domenico Guaccero e Franco Evangelisti, ed è stato allievo di Andreina von Ramm con la quale ha approfondito le prassi esecutive del passato.
All'inizio degli anni '80 del XX secolo, insieme con Silvia De Palma e Andrea Coen ha fondato l'Ensemble Seicentonovecento. Dal 2002 realizza a Villa Lante una stagione di concerti dal titolo L'orecchio di Giano. Dialoghi della Antica et Moderna Musica, in cui si propongono musiche del passato e musiche contemporanee. Colusso e l'Ensemble si sono specializzati nella riscoperta, lo studio musicologico e la riproposizione concertistica e discografica del repertorio antico, soprattutto dei secoli XVI, XVII e XVIII.

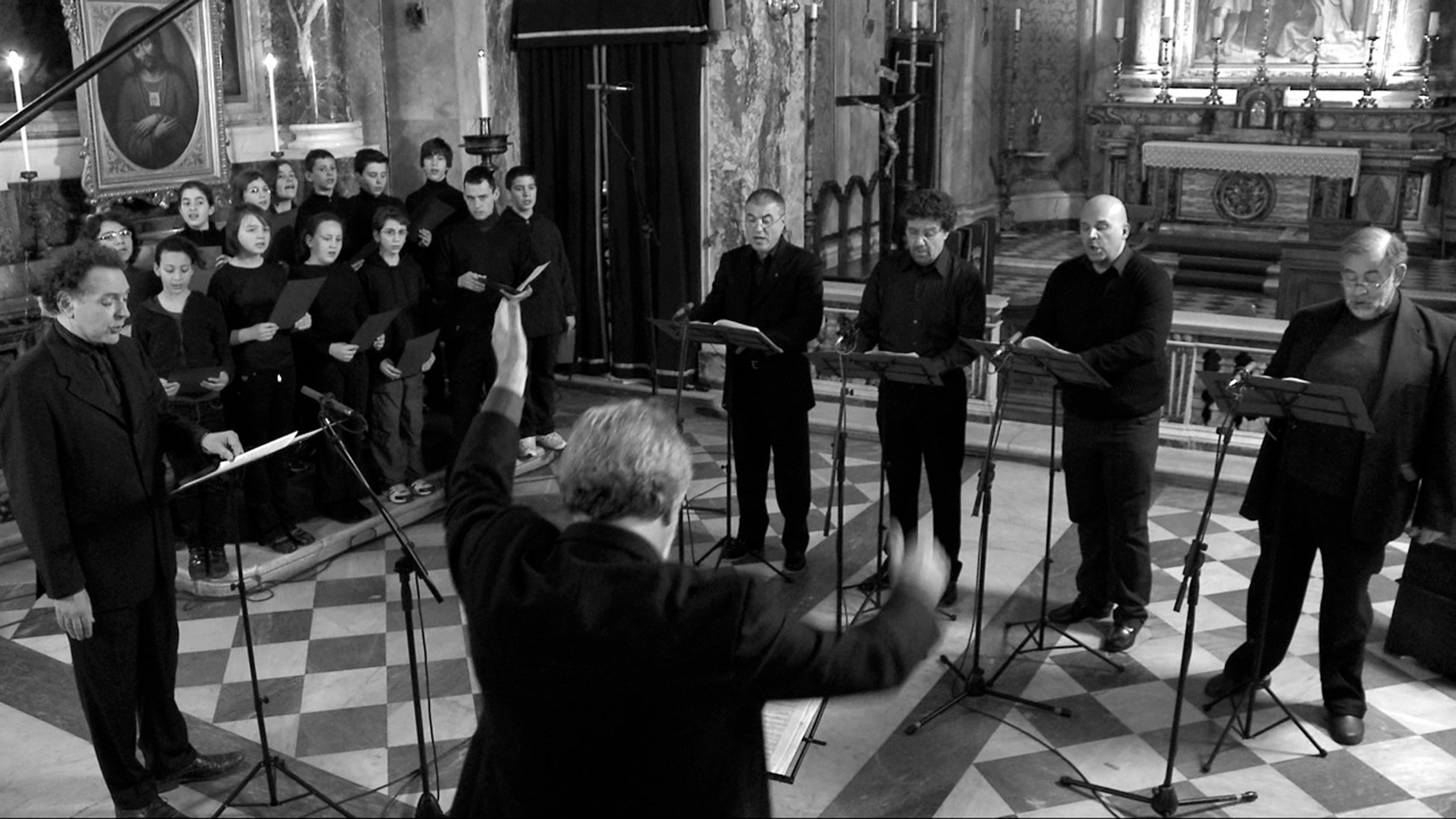
Flavio Colusso dirige l'Ensemble Seicentonovecento sul set del film Palestrina princeps musicae

È il primo presidente della Sibelius Society Italia, dedicata al compositore finlandese.

## Autori e temi preferenziali
Colusso è un riconosciuto specialista delle musiche di Giacomo Carissimi, del quale nel 1996 ha inciso l'edizione discografica integrale degli Oratori e, nel 2014, la raccolta completa di mottetti Arion Romanus.
Di Pasquale Anfossi ha riproposto ed inciso oratori, opere teatrali, musiche vocali e strumentali.
Di Antonio Draghi ha avviato l'edizione integrale degli Oratori.
Si deve a Colusso anche l'esecuzione in concerto e la pubblicazione in disco di musiche sacre e profane composte da Jacques Arcadelt, Giovanni Pierluigi da Palestrina, Giovanni Battista Mariani, Alessandro Scarlatti, Antonio Maria Abbatini, Nicola Vaccaj, Luigi Cherubini, Pietro Mascagni.
Con il sopranista Arīs Christofellīs ha eseguito e inciso, negli anni '90 del Novecento, il repertorio degli evirati cantori.
Ha avviato la pubblicazione in partitura, l'esecuzione e l'incisione del corpus della Musica Theatina, cioè dei compositori che hanno operato per i Chierici regolari teatini.
Colusso è cembalista e pianista e non di rado esegue personalmente, quando non direttore.

## Altre attività
È maestro di cappella della Chiesa di Santa Maria dell'Anima e della Chiesa di San Giacomo in Augusta a Roma, nonché della Provincia d'Italia dell'Ordine dei Chierici Regolari Teatini.
È Accademico pontificio ed è presenze in numerose altre istituzioni, fra le quali Gran Teatre del Liceu di Barcellona, Académie de France à Rome, Museo del Louvre, Palais des Beaux Arts di Bruxelles, Teatro de La Maestranza di Siviglia, Teatro Comunale di Bologna, Museo internazionale e biblioteca della musica di Bologna, Teatro La Fenice di Venezia, Teatro San Carlo di Napoli, Teatro dell’Opera di Roma, Teatro Massimo di Palermo, Settimana di Musica Sacra di Monreale, Festival dei due mondi di Spoleto, Sagra Musicale Malatestiana, Festival Pucciniano di Torre del Lago, Associazione Scarlatti di Napoli, Festival de
Barcelona, Festival de la Opera de Tenerife, IUC Istituzione Universitaria dei Concerti, Festival Internacional de Musica y Danza de Granada, Conservatoire de Paris, Bratislava Music Festival, Conservatorio Centrale di Pechino, Tianjin May Festival, Università di Osnabrück, Museo etrusco di Villa Giulia a Roma, Institutum Romanum Finlandiae.
Dipinge, anche se questa attività, come da illustre ispirazione ricevuta, è tenuta squisitamente privata.

## Composizioni e interpreti
Le composizioni di Flavio Colusso sono state eseguite da molti interpreti, fra i quali José Carreras, Cecilia Gasdia, Aurio Tomicich, Gemma Bertagnolli, Giorgio Gatti, Daniele Lombardi, Andrea Coen, Riccardo Biseo, Vito Paternoster, Margherita Chiminelli, Cecilia Campa, Silvia De Palma, Maria Chiara Chizzoni.
(Tra parentesi il luogo e la data della prima esecuzione)

### Opere e teatro musicale
- L'impresario delle Isole Canarie, ovvero "La moda del teatro" (Tenerife, 1989)[7][8]
- Vanitas, ou "Les quatre saisons de Poussin" (Ferrazzano, 1994)
- DanteStrasse (Roma, 1994)
- Sidereus Nuncius (Brescia, 2001[9])
- La viola scarlatta (Roma, 2007)[10]
- AbeCeDario Scarpelli (Roma, 2010)
- Il Maestro di cappella, ovvero: i fantasmi dell'opera (Roma, 2010)
- Il cellulare magico/Das Zauberfon! (Roma, 2011)
- Notturno con Bram Stoker (Monopoli, 2012)
- Recondita armonia di "bellezze diverse" (Torre del Lago, 2013)
- Il Lauro del Gianicolo: morte di Riccardo Wagner a Venezia (Roma, 2013)[11]
- I naviganti del Tempo (Trieste, 2017)

### Musica sacra
(Flavio Colusso)
- Studio sul Kyrie (Trapani, 1986)
- Sarà Natale (Sulmona, 1987)
- Missa de tempore in aevum (Medjugorie, 1996)[13][14]
- Tu es Petrus (Città del Vaticano, 1999)[15][16]
- Gracias meu señor Santiago (Roma, 1999)
- Peccavimus Domine (Urbino, 1999)
- Stabat Mater (Roma, 1999)
- Flamma (Roma, 2000)
- Il Castello interiore (Arezzo, 2001)
- Veni Creator Spiritus (Roma, 2001)
- Alleluja (Napoli, 2003)
- Humilitas (Bisignano, 2003)
- O gloriosa virginum (Roma, 2004)
- Missa Sancti Jacobi "super Gracias" (Roma, 2004)[17]
- Le ultime sette parole (Roma, 2005)[18]
- Missa Sancti Andreae Avellino (Napoli, 2007)[19]
- Il Sangue, il Nome, la Speranza (Napoli, 2008)[20]
- Ninna nanna Gesù (Napoli, 2008)
- Te Deum (Roma, 2008)
- NuN (Roma, 2009)
- Ad arma fideles  (Napoli, 2009)
- Quid agis cor meum? (Roma, 2011)
- Le Opere di Misericordia (Napoli, 2011)
- Puer natus est nobis (Venezia, 2015)
- Et in terra pax (Pordenone, 2017)
- Missa de Anima (Roma, 2018)

### Musica vocale
- Canto di sirene (Trapani, 1986)
- La mia voce esile (Sulmona, 1988)
- Amarilli, il Primo Libro dei Madrigali illustrati (Roma, 1999 – 2006)
- Perle d'amor stillate (Roma, 2004)
- Due madrigali ferraresi (Roma, 2007)
- Romanze senza parole? (Roma, 2009)
- Tema dell'Anima (Sion, 2015)
- Tutto il mondo negli occhi (Roma, 2017)[21]
- Saget, Steine (Braunschweig, 2018)

### Musica strumentale
- Quaderno di Recercari (Roma, 1980)
- Labyrinthus (Roma, 2004)
- Finitum Producit Infinitum (Roma, 2002)
- Trittico catanese (Catania, 2015)
- Wasser-Feuer-Luft-Erde (Osnabrück, 2016)
- Trio per pianoforte, violino e violoncello (Bologna, 2016)
- Interludio per organo (Roma, 2018)

## Pubblicazioni
- Fra Mozart e Anfossi in "A sud di Mozart", Dossier 1990/2, "Suonosud 1990", pp. 49–88.
- Il "Fratello" Vaccaj in "Suonosud", luglio-settembre 1990, pp. 42–62.
- Cataldo Amodei. Composizioni Liturgiche (a cura di), Lucca, LIM, 2003 - ISBN 8870963543
- I Teatini nella storia della Sicilia, Atti del convegno internazionale di studi interdisciplinari nel IV centenario della presenza dei Chierici Regolari in Sicilia, Palermo 2003 (a cura di), in “Regnum Dei. Collectanea Theatina” LIX, N° 129, Roma, 2003
- Wolfgang Amadeus Mozart. L'autografo del mottetto “Exultate jubilate”. (a cura di), Lucca, LIM, 2006 - ISBN 8870964639
- Scipione Stella. Inni a cinque voci. Napoli 1610 (a cura di), Lucca, LIM, 2007 - ISBN 9788870964905
- Flavio Colusso. Missa Sancti Andreae Avellino. Napoli 2008 (a cura di), Lucca, LIM, 2008 - ISBN 9788870965438
- Anema e Cuorpo, in  “1919-2009. Novant'anni suonati. Celebrazioni dei 90 anni dell'Associazione Scarlatti”, Napoli, Scarlatti, 2009.
- Musica e preghiera: l'esercizio dell'Oratorio ieri e oggi, in  “Musica tra storia e filologia. Studi in onore di Lino Bianchi”, a cura di Federica Nardacci, Roma, IISM, 2010. pp. 83–94 - ISBN 9788895349060
- La “Disfida” di Achille Falcone, Accademico cosentino, nel panorama musicale calabrese fra XVI e XVII secolo, in  “Fra virtuosi e musici. Il tardo Rinascimento nell'Italia Meridionale...”, Atti del convegno di studi, Bisignano 2003, a cura di Luigi Falcone, Cosenza, Editoriale Progetto, 2012, pp. 41–54.
- Ad arma fideles: una chiave di lettura per la Missa l'homme armé di Giacomo Carissimi, in  “ L'opera musicale di Giacomo Carissimi. Fonti, catalogazioni, attribuzioni”, Roma 2005, a cura di Daniele Torelli, Roma, Accademia Nazionale di Santa Cecilia, 2014. pp. 265–294 - ISBN 9788895341330
- Laurentius Hydruntinus, Chierico Regolare. Lorenzo Scupoli e il suo tempo, Atti del convegno internazionale di studi interdisciplinari nel IV centenario della morte, Otranto/Napoli 2010  (a cura di), Lecce, Ed. Grifo, 2014 - ISBN 9788898175598
- L’Orecchio di Giano sul Gianicolo, in Il Gianicolo. Il colle ‘aureo’ della cultura internazionale, della sacralità e della memoria, a cura di Carla Benocci e Marcello Fagiolo, Roma, Artemide, 2016 - ISBN 9788875752453
- Sibelius e l’Italia (a cura di - con Annalisa Bini e Ferruccio Tammaro), in collana L’Arte Armonica n.18, Serie III, Studi e testi, ed. Accademia Nazionale di Santa Cecilia, Roma, 2015 - EAN 9788895341552

## Discografia

### Repertorio antico
- 1986 - Antonio Maria Abbatini (1597 ca. - 1679), Il Pianto di Rodomonte, 1 MC/CD, MR10002
- 1987 - Pasquale Anfossi (1727-1797), La maga Circe / W.A.Mozart, Arie per Anfossi, Bongiovanni-Inedita, 2 LP/CD, GB10001/2-2
- 1988 - Giacomo Carissimi (1605-1674), Sponsa Canticorum, Tolle sponsa, Vanitas I e II, Bongiovanni-Inedita, 1 CD, GB10003-2
- 1990 - Giacomo Antonio Perti (1661 - 1756), San Petronio[22][23], Bongiovanni-Inedita, 1 CD, GB10004-2
- 1990 - Nicola Vaccaj (1790 - 1848), Grande accademia vocale e strumentale[24], Bongiovanni-Inedita, 1 CD, GB10005-2
- 1990 - Giuseppe Torelli (1658 - 1709), Sonate, Sinfonie & Concerti, Bongiovanni-Inedita, 1 CD, GB10008-2
- 1991 - Giacomo Carissimi (1605 - 1674), Oratorio della SS.ma Vergine, Oratorio di Daniele[25], Bongiovanni-Inedita, 1 CD GB10011-2
- 1991 - AA.VV. (Anfossi*, A.Scarlatti, Sarro*, Mozart) Giorgio Gatti: l'arte del Buffo, Bongiovanni, 1 CD, GB2510-2
- 1991 - AA.VV. (Cazzati, Gabrielli, Aldrovandini), La Scuola strumentale della Cappella di S. Petronio in Bologna, 1 CD, GB 10010-2
- 1993 - Vito Paternoster (1957), Inzaffirìo, 1 CD, MR10006[26]
- 1993 - Antonio Vivaldi (1678-1741), Ottone in Villa[27], Bongiovanni-Inedita, 3 CD, GB10016/18-2
- 1994 - AA.VV. (Gluck, Haendel, Lampugnani, Sarti, Vivaldi), Superbo di me stesso, EMI-France, 1 CD, 5 55194 2
- 1994 - AA.VV. (Broschi, Duni, Giacomelli, Haendel, Pergolesi), Farinelli et son temps[28], EMI-France, 1 CD, 5 55250 2
- 1996 - AA.VV. (J.C. Bach, Cherubini, Gazzaniga, Guadagni, Jommelli, Mozart, Rauzzini), Les Castrats au temps de Mozart, EMI-France, 1 CD, 5 56134 2
- 1995 - Pasquale Anfossi (1727 - 1797), La nascita del Redentore[29], 2 CD, MR10018
- 1997 - Antonio Cocomazzi (1973), Suite for friends, 1 CD, MR10039
- 1998 - AA.VV. (Certon, Festa, Archadelt, Moulu, Carissimi), Musiche italiane & francesi fra Rinascimento e primo barocco. L'Ensemble Seicentonovecento all'Academie de France à Rome, MR/Orfeo, 1 CD, ORF025
- 1998 - AA.VV. (Archadelt, Certon, Claudin, Courtois, Festa, Jacotin, Lheretier, Matias, etc.), La bella maniera: Il primo libro di Madrigali di Archadelt, Canzoni francesi e Mottetti, 1 CD, MR10045
- 2000 - AA.VV. (Frescobaldi, Carissimi *, Colusso *, Mozart, Perti, Rossini, etc.), Alia Vox, 1 CD, MR10048
- 2003 - Cataldo Amodei (1649 - 1693), Composizioni Liturgiche[30] (Confitebor, Laetatus sum, Pastorale), MR01MT/ “Musica Theatina” I
- 2004 - Scipione Stella (1559 - 1622), Inni a cinque voci (Napoli, 1610)[31], 1 CD, MR02MT/“Musica Theatina” II
- 2006 - Wolfgang Amadeus Mozart (1756 - 1791), Exultate Jubilate, 1 CD, MR03MT/“Musica Theatina” III
- 2008 - Giacomo Carissimi (1605 - 1674), L'Esercitio dell'Oratorio, 1 CD, MR04PR
- 2008 - AA.VV., Venite Pastores: perle di Natale dalla Scuola musicale di Giacomo Carissimi, 1 CD, MR05PR
- 2009 - Antonio Draghi (1634 - 1700), Oratorio di Sant'Agata, 1 CD, MR10097
- 2013 - Giacomo Carissimi (1605 - 1674), Complete Oratorios, 9 CD, Brilliant Classics / MR 1996[32][33][34]
- 2014 - Pietro Mascagni (1863 - 1945), Messa di Gloria, 1 CD, Brilliant Classics / MR 1991[35][36]
- 2014 - Giacomo Carissimi (1605 - 1674), Arion Romanus[37][38], 3 CD, Brilliant Classics

### Proprie opere
- 2001 - F. Colusso, Missa de tempore in aevum, 1 CD MR01PR
- 2004 - F. Colusso, Humilitas, 1 CD MR03PR
- 2005 - F. Colusso, Missa Sancti Jacobi "super Gracias", 1 CD MR10096
- 2008 - F. Colusso, Missa Sancti Andreae Avellino, 1 CD MR06MT/“Musica Theatina” VI
- 2009 - F. Colusso, Te Deum, 1 CD MR07MT/“Musica Theatina” VII
- 2011 - F. Colusso, Prime assolute a Villa Lante, AA.VV., 1 CD MR10099
- 2011 - F. Colusso, Le Opere di Misericordia, 1 CD MR08MT
- 2018 - F. Colusso, Missa de Anima, 1 CD MR10100

## Film e video
- 1985 - La musica a Roma da Palestrina a Scarlatti, SPA audiovisivi / Istituto Luce, 1 VHS AM14
- 1996 - Missa de Tempore in Aevum, Gangamusic, 1 VHS GEV100
- 1997 -  Porzûs, un film di Renzo Martinelli, RAI, 121'
- 1998 - Concerto di Pasqua [Colusso, “Sancta Maria"], José Carreras tenore, UFG / Warner Vision, 1 DVD-5, 4135-19600-6
- 1999 - L'Esercizio dell'Oratorio I : Salve Jesu, (Carissimi, Colusso, Frescobaldi), MR / RAI, 1 DVD MV01
- 2000 - L'Esercizio dell'Oratorio II : O Ignis Sancte, (Carissimi, Colusso, Frescobaldi), MR, 1 DVD MV02
- 2009 - Palestrina princeps musicae, un film musicale di Georg Brintrup, ZDF/ ARTE, 52'
- 2014 - La rete di Santini, un film musicale di Georg Brintrup, WDR, 95'